# 林奕含
林奕含（1991年3月16日—2017年4月27日），出身臺灣臺南的作家，著作為《房思琪的初戀樂園》。

## 生平

### 早年生活
1991年，林奕含出生於臺灣臺南市。她的父親是在當地執業且廣為人知的一位醫師。她小學就讀於國立臺南師範學院附設實驗國民小學，中學先後就讀於臺南市立中山國民中學及國立臺南女子高級中學；期間學業成績表現十分突出。

### 罹患精神疾病
2007年，她因偏頭痛、憂鬱症症狀等，前往臺大醫院精神科等相關門診看診。
林奕含父母發聲，《房思琪的初戀樂園》一書中所寫的故事就是女兒的親身經歷，所以她於16歲以前，已被那「狼師」侵犯，並非那「狼師」所說的：「她的憂鬱症在16歲已發作，和他無關。」另外，書中提及她要說服自己愛上那「狼師」，才能合理化那些性侵行為，因為她實在太痛苦了。
2009年1月，林應屆參加大學學科能力測驗，並獲得突出的評分結果，因而受新聞媒體採訪，被以「滿級分漂亮寶貝」等字眼形容與稱呼，隨後開始引來她自身周遭的議論。同年4月，她在接續的「申請入學推薦甄試」階段未被錄取。同年7月，參加大學入學指定科目考試，隨後在分發過程中，按其考試成績及所填寫之「志願校系」，被臺北醫學大學醫學系錄取；同年10月，她在該校系申請休學。她的母親隨即著手調查休學原因，並發現她與補習班教師陳國星有男女朋友關係；她的母親接著要求陳國星及其配偶與他們會面進行談判。她在女性親密友人陪伴下前往談判現場，並在該友人等協助下，與參與各方達成與陳國星分手之共識。同年11月，她因期望成為作家，又被揭露與陳國星的關係，與父母陷入緊張的互動關係中；當月24日至25日，她在與父母發生衝突後服用大量藥物，隨後被送往醫院接受緊急診斷與治療，後入住臺大醫院精神醫學部病房。林的母親認為該事件和她與陳國星的關係有關，於是要求陳國星傳送簡訊給她，明確重申分手之事實。
2010年，她寫成小說《初戀》、《死情書》等作品；但在父母強烈要求下刪除。據她親密友人提供予相關案件事務參與之檢察官近五萬字《初戀》之電子檔案所示，其內容大意為「喜愛蒐藏古董的補習班年長已婚國文男老師與高中三年級女學生房思琪合意交往與發生性交，被父母發現而嚴厲責罵並加以阻止，女主角被迫斷離並服藥自殺，最後房思琪入住精神病院」。
2012年，她重新參加大學入學考試，錄取國立政治大學中國文學系。稍後，她以身心狀態不佳為由缺席期末考，該系系主任質疑其所提出的醫師診斷證明。不久，她再度申請休學。
2016年4月，她在Youtube上傳並公開一長達20分鐘，她在自己的訂婚宴會上對賓客致詞之影片；她在致詞時表示：「從高中開始罹患重度憂鬱症後曾經一度失去了生命的熱情，甚至有幻覺、幻聽、自殘行為，也因此自殺很多次進過加護病房或是精神病房」，並表示：「如果今天婚禮我可以成為一個『新人』，我想要成為一個什麼樣的人？我想要成為一個對他人痛苦有更多想像力的人……我想要成為可以實質上幫助精神病去污名化的人」。同年7月7日，寶瓶文化總編輯朱亞君表示因考慮避免林奕含無法承受出版後來自父母的壓力、媒體的關注而自殺，於是取消小說《房思琪的初戀樂園》的出版計畫；在林奕含自殺死亡後，《報導者》刊登一篇聲稱採訪其生前好友的報導，表示該取消措施造成林奕含身心層面巨大衝擊。
2017年2月初，她的首個公開發表作品，長篇小說《房思琪的初戀樂園》，由游擊文化出版。同年3月中，她的身心狀態惡化，原計畫入住醫院療養，但為配合文學界活動而取消。同時，她與丈夫經討論後決定分開居住；由於兩人住處為她父母所有，她的配偶於是遷離，她開始獨居生活。

### 自殺身亡
2017年4月26日臺灣時間20時27分，她在個人臉書頁面發表最後之公開貼文，表示「徵求太妍台北演唱會 2017 TAEYEON solo concert PERSONA in TAIPEI 三天中的哪一天，三種票價的座位，都可以有搶到多的票的同學拜託私訊我，我真的會感激你的QQ。走投無路，出此下策，不是搞笑文」。當日22時前後，她將所寫散文〈石頭之愛〉傳給《印刻文學生活誌》編輯人員，並向其表示「無論如何都要發表」。當日深夜，她又發送電子郵件給「Readmoo 閱讀最前線」網站有關人員，表示「突然有事要忙」，原先答應協助之事務（先前訪談影片之後製及發布事務）無法繼續，並請求該網站工作人員依原計劃完成。隔日3時前後，她在臺北市松山區住處上吊自殺身亡。

## 後續影響

### 名人悼念
臺灣知名作家、政大教授陳芳明，於2017年4月29日在臉書上，就林奕含的死亡公開表示「彷彿是站在廢墟中間，環視四周，一無所有」。

### 雜誌刊載遺作文稿
《印刻文學生活誌》2017年6月號刊載她的〈在好久好久以前〉與〈石頭之愛〉；該雜誌副總編輯丁名慶於當期「編輯室報告」表示：「兩篇新稿都是作家辭世前親自投稿，本刊亦覺義務，應饗予讀者，藉茲追念，亦盼雜音漸杳，能回到對作品的談論、分享，延續作家那本可繼續流淌、穿行於大地，太短暫的美麗生命」。

### 微博中國大陸網友披露北京電影學院性侵事件
她的過世引起中國大陸微博帳號「宋澤塵Leslie_AM」揭露北京電影學院學生「阿廖沙」（化名）就讀期間，遭班主任之父性侵之事件。

### 臺南地檢署調查相關妨害性自主案件
《房思琪的初戀樂園》故事情節疑似涉及她自身遭性侵害經歷。她的父母在委託該作品出版者游擊文化發表之公開聲明表示：「（1）女兒這些日子以來的痛苦，糾纏著她的夢魘，也讓她不能治癒的主因，不是憂鬱症，而是發生在8-9年前的誘姦。（2）《房思琪的初戀樂園》，是女兒在年輕時，被一個補習班名師誘姦後，引發痛苦憂鬱的真實記錄和心理描寫....」。她自殺身亡後，相關事件引來大量輿論關注。她的父母稍後親自發表公開聲明表示：「奕含曾經告訴我們夫妻說，另外還有3位女學生跟她一樣，被同一位老師傷害。奕含把其中一個被黑道威脅，強拍裸照的女學生，帶入房思琪的遭遇中；另一個在PTT網路控訴的女學生，代入郭曉奇的經歷中；還有一個受害者是她台南女中的學妹」；後又發表聲明：「....但還是有一些人繼續裝聾作啞說沒有一個老師，長年用他老師的職權，在誘姦、強暴、性虐待女學生....」，因而引起輿論的同情及對陳國星的激烈批評。　
2017年4月30日，臺灣臺南地方檢察署開始著手調查處理相關案件。
她的親密友人在同年7月25日透過臉書視訊直播，提出三項證據，表示她曾親口告知誘姦之事實，《房思琪的初戀樂園》後記也有提到向心理醫師提及誘姦的情節；該些證據被向案件相關檢察官提出，但陳國星最終沒有被起訴。
同年8月22日，相關案件經台南地檢署耗時約114天偵查後，認定除告發人主觀臆測之指述，查無其他客觀積極證據可佐證，因而決定宣布全案不起訴。。
但在地檢署不起訴新聞稿中，除多次提及「林女家屬均表明不願提出告訴」外，有關她生前遺留之個人日記、手札等文件與電腦檔案、紀錄等相關資料，經承辦檢察官多次請求家屬提供，皆遭拒絕；而當警方前往她的住處時，其父母也要求對方等案情調查人員不再造訪，並表示不允許調查人員在該處搜索證據。

## 著作

### 長篇小說
- 《房思琪的初戀樂園》（臺北：游擊文化，2017）

### 單篇文章
- 〈你該去看精神科了 （页面存档备份，存于）〉，刊於「BuzzOrange報橘」網站，2016年9月9日
- 〈弄堂〉，刊於《印刻文學生活誌》2017年4月號（一篇閱讀王安憶《長恨歌》的讀書札記）
- 〈在好久好久以前〉，刊於《印刻文學生活誌》2017年6月號
- 〈石頭之愛〉，刊於《印刻文學生活誌》2017年6月號

## 外部連結
- 林奕含的Facebook專頁
- YouTube上的林奕含，《房思琪的初戀樂園》新書分享會，2017.02.12@臺北國際書展讀字迷宮攤位

- YouTube上的林奕含，「花之朗讀－《房思琪的初戀樂園》」談話及朗讀，20170312@公共冊所
- YouTube上的林奕含，「花之朗讀－《房思琪的初戀樂園》」回答提問部分段落，2017.03.12@公共冊所
- YouTube上的「這是關於《房思琪的初戀樂園》這部作品，我想對讀者說的事情。」──林奕含  Readmoo電子書
- YouTube上的即使身陷情緒幽谷，也要訴說房思琪的故事  林奕含專訪 1-6  Readmoo電子書
- YouTube上的改編自真人真事：房思琪被歪斜、錯過的人生  林奕含專訪 2-6  Readmoo電子書
- YouTube上的性暴力傷勢反覆綿延，絕不是快狠準的一次事件  林奕含專訪 3-6  Readmoo電子書
- YouTube上的李國華算不上風流渣男，就只是個犯罪者  林奕含專訪 4-6  Readmoo電子書
- YouTube上的我所鍾愛的文學作家與小說風格  林奕含專訪 5-6  Readmoo電子書
- YouTube上的致讀者：願你看見字裡行間的細節與張力  林奕含專訪 6-6  Readmoo電子書